# Vânători, Galați
Vanatori là một xã thuộc hạt Galați, România. Dân số thời điểm năm 2002 là 4172 người.